# Касем, Ашраф
Ашраф Касем Раман (араб. أشرف قاسم‎; 25 июля 1966) — египетский футболист и футбольный тренер.

## Клубная карьера
Ашраф Касем провёл почти всю свою футбольную карьеру, выступая за каирский клуб «Замалек» с 1984-го по 1997-й год. В составе «Замалека» Касем четырежды становился чемпионом Египта, побеждал в кубке Египта, трижды — в Африканском Кубке чемпионов. В сезоне 1993/1994 он был отдан в аренду саудовскому клубу «Аль-Хиляль».

## Международная карьера
Ашраф Касем попал в состав сборной Египта на Чемпионате мира 1990 года. Однако из 3-х матчей Египта на турнире Касем не появился на поле ни на одном из них: матчах группового этапа против сборных Нидерландов, Ирландии и Англии.

## Достижения

### Клубные
Замалек
- Чемпион Египта (4): 1983/84, 1987/88, 1991/92, 1992/93
- Обладатель Кубка Египта (1): 1987/88
- Победитель Африканского Кубка чемпионов (3): 1984, 1986, 1993
- Обладатель Суперкубка КАФ (1): 1994